# روبرت د. فلمنج
روبرت د. فلمنج (بالإنجليزية: Robert D. Fleming)‏ هو سياسي أمريكي، ولد في 8 مارس 1903 في الولايات المتحدة، وتوفي في 15 أغسطس 1994 في بيتسبرغ في الولايات المتحدة. حزبياً، نشط في الحزب الجمهوري. وقد انتخب عضو مجلس ولاية بنسيلفانيا وانتخب عضو مجلس نواب بنسيلفانيا.